# Iris Hanika
Iris Hanika, née le 18 octobre 1962 à Wurtzbourg, est un écrivaine allemande.

## Biographie
Iris Hanika grandit à Bad Königshofen im Grabfeld. Elle étudie la littérature générale et comparée à la Freie Universität de Berlin dans les années 1980. Après avoir terminé ses études à l'été 1989, elle écrit son premier livre. Elle entame en 1991 une psychanalyse lacanienne avec Edith Seifert, qu'elle terminera fin 1997.
Dans les années 1990, Iris Hanika travaille occasionnellement comme journaliste pour des magazines (par exemple du, Dertta) et des journaux (taz, Frankfurter Rundschau).
À partir de 1998, elle est critique littéraire pour le Frankfurter Allgemeine Zeitung. De septembre 1999 à juin 2002, pendant toute la durée de son existence, elle écrit également pour les pages berlinoises du FAZ
De juin 2000 à août 2008, Iris Hanika tient une chronique dans la revue Merkur . Elle est une farouche opposante à la réforme de l'orthographe et continue de publier ses livres en utilisant l'orthographe réformée.

## Œuvres

### Katharina oder Die Existenzverpflichtung. Erzählung(1992)
Katharina oder Die Existenzverpflichtung est publié par Fannei & Walz à Berlin en 1992. Cet ouvrage est structuré en trois parties. Plus que d'un récit, il s'agit de la description d'un état, à savoir celui dans lequel se trouve l'étudiante Katharina Kermer, qui a vécu à Berlin-Neukölln dans les années 1980.

### Das Loch im Brot. Chronik(2003)
Ce livre est composé de nombreux petits textes, chacun daté, qui d'une part reflètent des observations quotidiennes, mais d'autre part aussi des humeurs et des expériences personnelles. Ces textes ont été publiés une première fois dans la chronique qu'Iris Hanika tenait pour la revue Merkur. Quelques essais, par exemple sur Aldi ou sur les femmes seules, complètent le volume, qu'un critique du quotidien « Zeit» a qualifié d'« indispensable bréviaire des quarantenaires ».

### Musik für Flughäfen. Kurze Texte(2005)
Dans ce livre, Iris Hanika transforme son observation de la vie quotidienne en œuvre de fiction, mais la partie centrale du volume est constituée de vingt textes sur la vie amoureuse d'aujourd'hui.

### Die Wette auf das Unbewußte oder Was Sie schon immer über Psychoanalyse wissen wollten(2006)
Iris Hanika a écrit ce livre avec Edith Seifert, son ancienne analyste. Dans son introduction, elle tente de dissiper les appréhensions que pourrait susciter une telle collaboration. Les textes d'Edith Seifert dans ce volume traitent de la théorie de la psychanalyse du point de vue lacanien. Cependant, Edith Seifert décrit également comment elle est elle-même venue à la psychanalyse, et propose une histoire de l'école Sigmund Freud, qui dans les années 1980 à Berlin a particulièrement travaillé sur les écrits de Jacques Lacan, ce qui a contribué à faire connaître ce dernier du public allemand.
Le volume contient un chapitre dans lequel les questions générales sur la psychanalyse trouvent des réponses concrètes, et se termine par la description détaillée par Iris Hanika de sa psychanalyse, c'est-à-dire ses déclencheurs et son effet.
Au printemps 2018, une nouvelle édition révisée et augmentée a été publiée par Verlag Turia + Kant.

### Treffen sich zwei. Roman(2008)
Ce roman d'Iris Hanika parle d'amour, plutôt du coup de foudre entre deux personnes de plus de quarante ans. L'action se déroule dans la partie du quartier berlinois de Kreuzberg anciennement connue sous le nom de SO 36.

### Das Eigentliche. Roman(2010)
Ce roman raconte comment les Allemands se confrontent aujourd'hui à leur passé nazi. Il traite notamment de l'impuissance face aux crimes qui se sont produits à l'époque.

### Tanzen auf Beton. Weiterer Bericht von der unendlichen Analyse(2012)
Ce livre est la première œuvre de fiction d'Iris Hanika divisée en chapitres. Le dernier chapitre est une chronique, un retour à la forme déjà essayée dans « Das Loch im Brot ».

### Wie der Müll geordnet wird. Roman(2015)
Les trois parties de ce roman sont intitulées „Durcheinander (Gegenwart)“, „Anmerkung (Vergangenheit)“, „Ende (Zukunft)“. La première partie est structurée de façon complexe : un personnage masculin, Antonius, tient à ne faire que des choses insignifiantes, et un personnage féminin, Renate, voudrait disparaître. Dans la seconde partie du livre, racontée de manière plus conventionnelle, Antonius devient un personnage secondaire. Cette partie évoque un roman de campus, dans la mesure où l'action se déroule dans un cadre universitaire. Une œuvre disparue du poète baroque Johann Christian Hallmann y joue un rôle central.

### Echos Kammern. Roman(2020)
La première partie de ce roman se déroule à New York, la seconde à Berlin. L'action se déroule dans le présent, la gentrification des deux villes est très présente. Le mythe de Narcisse raconté par Ovide dans ses Métamorphoses apparaît dans une version féministe actualisée, où la nymphe Écho tient un rôle central – d'où le titre du roman. La partie new-yorkaise est racontée dans un langage artificiel. L'intrigue du roman est difficile à raconter.
L'ouvrage a reçu le Prix de littérature Hermann Hesse à Karlsruhe en 2020 et le Prix du Salon du livre de Leipzig dans la catégorie Fiction en 2021.

## Distinctions
- 2006 : Prix Hans Fallada de la ville de Neumünster
- 2010 : Prix de littérature de l'Union européenne pour Das Eigentliche
- 2011 : Preis der LiteraTour Nord pour Das Eigentliche
- 2017/18 : Prix de Rome – séjour à l'Académie allemande Rome Villa Massimo
- 2020 : Prix de littérature Hermann Hesse pour Echos Kammern
- 2021 : Conférence de Poétique à l'Université de Cologne
- 2021 : Prix du Salon du livre de Leipzig (catégorie : fiction) pour Echos Kammern